# Ольшанський Йосип Григорович
Йосип Григорович Ольшанський (1917–2004 роки) — радянський і російський драматург, сценарист.

## Біографія
Закінчив МИФЛИ ім. Н. Г. Чернишевського у 1941 році.
У 1942 році — співробітник «Вікна ТАСС» в Томську.
У 1943 році — служба в армії.
У 1944 році навчався на режисерському факультеті ВДІКу.
У 1945-1949 роках — старший редактор Всесоюзного радіо.
З 1949 року займався літературною роботою (нариси, оповідання, повісті, п'єси).
З 1960 по 1972 роки безперервно керував сценарними майстернями Вищих курсах сценаристів і режисерів.
Помер у 2004 році, похований на Химкінському кладовищі.

## Родина
Син — Ольшанський Віктор Йосипович (1954 р.н.), драматург і кіносценарист.

## Досягнення
Лауреат премії Всесоюзного конкурсу на кращий кіносценарій (1956) за сценарій фільму «Будинок, в якому я живу», лауреат міжнародних кінофестивалів в Брюсселі і Сан-Франциско.
Член Спілки письменників СРСР (1958).

## Творчість

### Драматургія
- Кіносценарії. М., 1957 рік
- Кіносценарії. М., 1964 рік
- Восьмий колір веселки: П'єса. М., 1967 рік
- День відкритих дверей: П'єса. М., 1972 рік
- Музика на одинадцятому поверсі: П'єса. М., 1972 рік
- Хлопчик з Марсового поля. М., 1973 рік
- Бронзовий плащ: П'єса. М., 1976 рік
- Тіммі, ровесник мамонта: П'єса. М., 1976 рік
- Школа ангелів: П'єса. М., 1976 рік
- Як врятувати білого носорога ?: П'єса. М., 1985 рік

### Проза
- Невезучка: Повість. М., 1966 рік
- Таке коротке довге життя: Роман. М., 1981 рік